# Cho Suk-jae
Đây là một tên người Triều Tiên, họ là Cho.
Cho Suk-jae (tiếng Hàn: 조석재; Hanja: 趙錫宰; sinh ngày 24 tháng 3 năm 1993) là một cầu thủ bóng đá người Hàn Quốc thi đấu ở vị trí tiền đạo.

## Sự nghiệp
Cho gia nhập Chungju Hummel theo dạng cho mượn sau khi ký hợp đồng với Jeonbuk Hyundai Motors năm 2015. Anh có bàn thắng đầu tiên vào ngày 19 tháng 4 trước FC Anyang. Năm 2016, anh được cho mượn đến Jeonnam Dragons. Sau mùa giải, anh được cho mượn đến FC Anyang mùa giải 2017.
Ngày 1 tháng 2 năm 2018, Cho ký hợp đồng với Lokomotiv Tashkent.